# واکسن پاپیلوما ویروس انسانی
واکسن پاپیلوما ویروس انسانی (HPV) برای پیشگیری از عفونت ناشی از ویروس پاپیلومای انسانی کاربرد دارد. واکسنهای در دسترس محافظت در برابر دو، چهار و نه نوع HPV را به عهده دارند. این واکسنها توانایی محافظت در برابر HPV 16 و ۱۸ که عامل ابتلا به سرطان دهانه رحم است را هم دارند. تخمین زده شده است که واکسنها ممکن است از ۷۰٪ از سرطان دهانه رحم، ۸۰٪ سرطان مقعد، ۶۰ درصد از سرطان واژن، ۴۰ درصد از سرطان مهبل و سرطان دهان پیشگیری کند. واکسن از بروز زگیل تناسلی نیز جلوگیری می‌کنند.

## فناوری ساخت واکسن
واکسن گارداسیل، سرواریکس و پاپیلوگارد از نوع واکسن‌های ساب‌یونیت پروتئینی هستند. در واکسن پاپیلوگارد و واکسن سرواریکس، پروتئین L1 پاپیلوما ویروس سویه های مختلف به صورت جداگانه با فناوری نوترکیب با سیستم بیانی حشره-باکلوویروس تولید شده و پس از خالص سازی به فرم ذرات شبه‌ویروس در آمده و سپس با سیستم ادجوانتی AS04 شامل آلومینیوم هیدروکسید و مونوفسفریل لیپید آ (MPL) در دوز مناسب فرموله می‌شوند.
ادجوانت MPL که در واکسن های HBV، HPV، زونا و مالاریا در سرتاسر جهان استفاده میشود، ساختار تغییریافته‌ای از مولکول‌های موجود در دیواره باکتری‌های گرم منفی است که بر خلاف آلومینیوم هیدروکسید، باعث فعالسازی بیشتر مسیر Th1 سیستم ایمنی شده و ایمنی‌زایی سلولی را تقویت میکند.
واکسن گارداسیل ساخت شرکت مرک، از سیستم بیانی مخمر جهت بیان پروتئین L1 استفاده میکند. پس از بیان پروتئین به صورت ذرات شبه‌ویروس، این ذرات را تخریب کرده و مجددا این ذرات را تشکیل میدهد. ادجوانت مورد استفاده در این واکسن آلومینیوم هیدروکسید سولفات است.
هر دو واکسن گارداسیل و سرواریکس محافظت در برابر ویروس HPV ایجاد میکنند اما به علت تفاوت در فناوری ساخت، ایمنی زایی بر حسب تیتر آنتی بادی در واکسن سرواریکس بیشتر است تا حدی که تیتر آنتی بادی با دو دوز واکسن سرواریکس از سه دوز واکسن گارداسیل بیشتر بوده است.

## دستور تزریق واکسن
برای افراد ۹ تا ۱۴ ساله، این واکسیناسیون در دو دوز در بازو انجام می‌گیرد. دوز دوم شش ماه پس از تزریق دوز اول انجام می‌شود. با این حال تزریق دوم با تلورانس ۱ ماهه می‌تواند ۵ تا ۷ ماه بعد از تزریق اول انجام شود.
برای بالای ۱۵ سال، واکسن پاپیلوگارد در سه دوز در بازو تزریق می‌شود. دوز دوم یک ماه پس از تزریق اول و دوز سوم شش ماه پس از تزریق اول انجام می‌گیرد (۰ و ۱ و ۶). با این حال دوز دوم می‌تواند بین ۱ تا ۳ ماه پس از دوز اول نیز تزریق شود. فاصله دوز دوم با دوز اول نباید کمتر از ۱ ماه باشد. دوز سوم نیز بین ۵ تا ۱۲ ماه پس از دوز اول امکان تزریق دارد.

## کاربرد
سازمان بهداشت جهانی (WHO) توصیه می‌کند واکسن HPV در برنامه واکسیناسیون در کشورها گنجانده و بکار رود. این واکسن بسته به سن فرد باید در دو یا سه دوز مصرف شود. واکسینه کردن دختران و پسران از سنین ۱۱ تا ۴۵ سال توصیه می‌شود غربالگری سرطان گردن رحم پس از واکسیناسیون لازم است. واکسیناسیون بخش بزرگی از جمعیت ممکن است به نفع واکسینه نشدگان نیز باشد. واکسیناسیون در افرادی که آلوده می‌باشند هیچ تأثیری نخواهد داشت ولی از احتمال ابتلا به سایر انواع ویروس اچ پی وی که به آن مبتلا نشده‌اند پیشگیری می‌کند لذا مفید است.
به گزارش آسوشیتدپرس، دو نسخه از این ویروس شامل HPV-16 و HPV-18 عامل ۷۰ درصد از موارد ابتلا به سرطان دهانه رحم هستند. بر اساس این گزارش منتشر شده افزایش تعداد افرادی که در برابر این ویروس واکسینه شده است، نرخ شیوع آن را به‌طور کلی در یک جامعه کاهش می‌دهد به طوری که افراد واکسینه شده ۶۹ درصد و افراد واکسینه نشده حدود ۴۹ درصد در برابر این ویروس مصونیت پیدا می‌کنند.

## تاریخچه
اولین واکسن HPV در سال ۲۰۰۶ با نام تجاری گارداسیل تولید و عرضه شد. دومین واکسن HPV نیز در سال ۲۰۰۷ با نام تجاری سرواریکس وارد بازار شد. واکسن پاپیلوگارد در در سال ۲۰۱۹ وارد بازار ایران شد. تا مارس ۲۰۱۷، ۷۱ کشور آن را در برنامه واکسیناسیون معمول، برای دختران، و ۱۱ کشور برای پسران نیز گنجاندند. این واکسن‌ها در فهرست داروهای ضروری سازمان جهانی بهداشت قرار داد، که لیستی است از مهم‌ترین داروهای توصیه شده در یک نظام سلامت پایه. هزینه عمده‌فروشی آن در سال ۲۰۱۴ هر دوز ۴۷ دلار بوده است. در ایالات متحده هزینه آن بیش از ۲۰۰ دلار است. واکسیناسیون ممکن است در کشورهای در حال توسعه مقرون به صرفه باشد.

## عوارض جانبی
طیف عوارض جانبی این واکسن‌ها از قرمزی و درد در محل تزریق تا شوک آنافیلاکسی می‌باشد.